# Pleopeltis kashyapii
Pleopeltis kashyapii là một loài dương xỉ trong họ Polypodiaceae. Loài này được Alston & Bonner mô tả khoa học đầu tiên năm 1956.
Danh pháp khoa học của loài này chưa được làm sáng tỏ. 